# Биківці (Польща)
Биківці (пол. Bykowce) — лемківське село в Польщі, у гміні Сянік Сяноцького повіту Підкарпатського воєводства.
Населення — 796 осіб (2011).

## Розташування
Лежить при державній дорозі № 28. Знаходиться за 5 км на схід від адміністративного центру повіту — Сяніка і за 58 км на південь від адміністративного центру воєводства — Ряшева.

## Історія
Село закріпачене в 1435 р. під назвою Ритарівці. До 1772 р. село належало до Сяноцької землі Руського воєводства.
З середини XIX ст. до 1928 р. фільварком володіла родина Тарнавецьких, опісля — родина Планетів (був нотаріусом).
У 1929 році село нараховувало 367 мешканців. Село входило до Сяніцького повіту Львівського воєводства.
В селі була дерев’яна церква Покрови Пресвятої Богородиці, збудована в 1900 році. Належала до парафії Вільхівці Сяніцького деканату Перемишльської єпархії УГКЦ.
У 1939 році в селі проживало 440 мешканців, з них 270 українців, 165 поляків і 5 євреїв.

Вид на церкву з поля (фото до 1936 р.).
Хата (фото до 1936 р.).
Церква (фото до 1936 р.).
Поле (фото до 1936 р.).
Фрагмент села (фото до 1936 р.).
Хата (фото до 1936 р.).
Вид на церкву з поля (фото до 1936 р.).

10 вересня 1939 р. село захопила південна мотоколона під командуванням Франца Ґайґера, однак уже наприкінці вересня німці передали село Червоній армії відповідно до пакту Ріббентропа-Молотова. 27 листопада 1939 р. територія включена до новоствореної Дрогобицької області, а 17 січня 1940 р. — до Ліськівського району. В 1940 р. з фільварку зробили колгосп «імені 17 вересня». Вздовж дороги до села зведені бункери «лінії Молотова», руїни яких збереглися досі. В червні 1941 р. село здобуте словацькими військами, загиблі словаки поховані на цвинтарі на околиці села. Цвинтар відкритий тодішнім президентом Словаччини о. Йозефом Тисо. В липні 1944 року радянські війська оволоділи селом і вже через місяць почата насильна мобілізація в Червону армію. В березні 1945 року, у рамках підготовки до підписання Радянсько-польського договору про державний кордон територію зі складу Дрогобицької області передано Польщі, а українське населення терором спонукалося до виїзду в СРСР. Тих українців, які не виїхали, в 1947 р. під час операції «Вісла» депортовано на понімецькі землі або ув’язнено в концтаборі Явожно, а на їх місце поселили поляків. В 1949 р. поляки зруйнували церкву. Гробниця Тарнавєцького та могили загиблих у вересні 1939 року воїнів збереглися на церковному кладовищі. У 1975-1998 роках село належало до Кросненського воєводства.

## Церква Покрова Богородиці
Перша церква у Биківцях, ймовірно, розташовувалась на місці під назвою "церквище" і була заснована в 1626 році. Наступна побудована в 1724 році, на пагорбі біля лісу, за ініціативою греко-католицького священика Антонія Криницького в українському національному стилі і розташовувався біля старого кладовища. Пошкоджена у 1944 артилерійськими снарядами під час військових дій. Була зруйнована, з дозволу місцевої влади, групою мешканців поляків у 1949 році.

## Демографія
Демографічна структура станом на 31 березня 2011 року:
|          | Загалом | Допрацездатний вік | Працездатний вік | Постпрацездатний вік |
| -------- | ------- | ------------------ | ---------------- | -------------------- |
| Чоловіки | 418     | 94                 | 288              | 36                   |
| Жінки    | 378     | 79                 | 227              | 72                   |
| Разом    | 796     | 173                | 515              | 108                  |